# Mischief Makers
 (avril 2020).
Si vous disposez d'ouvrages ou d'articles de référence ou si vous connaissez des sites web de qualité traitant du thème abordé ici, merci de compléter l'article en donnant les références utiles à sa vérifiabilité et en les liant à la section « Notes et références ».
Mischief Makers (ou Yuke Yuke! Troublemakers au Japon) est un jeu vidéo de plate-forme en 2D développé par Treasure, et publié par Enix au Japon et Nintendo en Amérique pour la Nintendo 64 en 1997. L'héroïne du jeu est Marina Liteyears (ou Marina Naget au Japon) alias Ultra-Intergalactic-Cybot G, qui est la création de Professor Theo (ou Ganbell H. Jorb au Japon), un vieil homme excentrique et quelque peu pervers.

## Trame
Lors d'une visite sur la planète Clancer, Prof. Theo est enlevé par l'Empire alors que Marina est en train d'explorer la planète. Lorsqu'elle réalise l'enlèvement du Prof. Theo, elle décide alors de partir à sa recherche pour lui venir en aide.
Marina devra alors parcourir les cinquante niveaux de la planète Clancer pour retrouver son maître. Toute personne, animal et même objets inanimés affiche un même visage et très souvent un nom qui contient le mot « Clancer ». Tout au long de sa quête pour secourir Prof. Theo, Marina devra faire face aux nombreux agents de l'Empire.

## Système de jeu

### Quêtes annexes
Un des buts du jeu est d'améliorer son meilleur temps pour chaque niveau du jeu, après quoi, une lettre représentant le score du temps réalisé sera attribué au niveau. Les scores sont S, A, B, C, D et E ; S étant le meilleur.
Un autre but du jeu est de récupérer le gemme d'or caché dans chaque niveau. Ces gemmes sont utilisées afin de pouvoir visualiser environ 5 à 10 secondes (pour chaque gemme) de la séquence finale. Lorsque toutes les gemmes sont ramassées, il est possible de voir une séquence spéciale avec des développements pour les personnages principaux du jeu.